# بحيرة ديلاوير
بحيرة ديلاوير، هي بحيرة صغيرة تقع جنوب غرب قرية مركز بوفينا في مقاطعة ديلاوير ، نيويورك. تصب بحيرة ديلاوير شمالًا عبر جدول غير مسمى يتدفق إلى نهر ليتل ديلاوير.